# 周筱赟
周筱赟（1975年8月8日—），浙江湖州人，中国内地律师、爆料人、原记者。曾揭露中国石化“天价酒”事件等多起舆论关注量较大的事件。曾获得央视新闻周刊2012年度人物等荣誉。

## 生平
曾任南方周末记者、南方都市报评论部首席编辑，后转行为专注为经济犯罪辩护的律师。
2021年8月，因“在境内外互联网上发布散播编造的虚假信息”，被辽宁省盘锦市警方以“涉嫌寻衅滋事罪”为由“指定居所监视居住”。2021年9月30日，盘山县人民检察院决定对周筱赟不批准逮捕。